# 中国现实主义
中国现实主义包括20世纪1950年代起至1970年代的近二十多年在全国报刊杂志上发表诗歌的广大诗人群。
这一类诗歌以歌颂为主，通过写实和抒情等艺术手法，表达对现实生活的体验和感受。
中国现实主义代表诗人有李瑛、郭小川、公刘、张志民等。

## 相关连接
- 中国诗歌库
- 中国诗歌史（页面存档备份，存于）